# Trzeci rząd Donalda Tuska
Trzeci rząd Donalda Tuska – Rada Ministrów pod kierownictwem premiera Donalda Tuska (w latach 2007–2014 Prezesa Rady Ministrów dwóch innych rządów III RP). Jest to pierwszy rząd od uchwalenia Konstytucji RP z 1997, który został wybrany przez Sejm Rzeczypospolitej Polskiej.
Sejm RP w drugim kroku konstytucyjnym dokonał wyboru Donalda Tuska na stanowisko Prezesa Rady Ministrów 11 grudnia 2023, a 12 grudnia 2023 dokonał wyboru członków Rady Ministrów.
Rozmowy koalicyjne w sprawie powołania rządu rozpoczęły się po wyborach parlamentarnych z 15 października 2023. Rząd Donalda Tuska jest rządem koalicyjnym Koalicji Obywatelskiej, Polski 2050, Polskiego Stronnictwa Ludowego (będącego głównym podmiotem Koalicji Polskiej) i Nowej Lewicy (będącej głównym podmiotem Lewicy). Ministrów konstytucyjnych w rządzie posiadają partie Platforma Obywatelska (której przewodniczący jest premierem), PSL, NL, Polska 2050 i Inicjatywa Polska. Do 2025 posiadała go także Nowoczesna, której lider został wówczas rzecznikiem rządu. Partia ta ma też przedstawiciela w randze wiceministra, podobnie jak Centrum dla Polski, Zieloni i Polska Partia Socjalistyczna; miał go także wyrejestrowany w 2025 Ruch Społeczny Agrounia Tak.
13 grudnia 2023 Rada Ministrów została zaprzysiężona przez prezydenta RP Andrzeja Dudę.

## Powołanie rządu
W październikowych wyborach parlamentarnych dotychczasowe zaplecze drugiego rządu Mateusza Morawieckiego, partia Prawo i Sprawiedliwość z sojusznikami, utraciła większość, utrzymała jednak najbardziej liczny klub parlamentarny Sejmu X kadencji.
Prezydent Andrzej Duda w dniach 24 i 25 października przeprowadził konsultacje ze wszystkimi klubami, które uzyskały reprezentację w nowym Sejmie. Zarówno Prawo i Sprawiedliwość, jak i koalicja złożona z Koalicji Obywatelskiej, Trzeciej Drogi oraz Lewicy, przekazały prezydentowi informację o możliwości stworzenia rządu mającym większość 231 głosów niezbędnych do uzyskania wotum zaufania. Kandydatami na stanowisko Prezesa Rady Ministrów byli odpowiednio Mateusz Morawiecki (dotychczasowy premier z PiS) oraz Donald Tusk (przewodniczący Platformy Obywatelskiej, premier koalicji PO-PSL w latach 2007–2014, najdłużej urzędujący premier III RP).
6 listopada 2023 w orędziu Andrzej Duda ogłosił, że powoła na stanowisko dotychczasowego premiera, Mateusza Morawieckiego. Oficjalnie desygnował go na to stanowisko 13 listopada 2023, w dniu pierwszego posiedzenia Sejmu X kadencji, po wcześniejszym przyjęciu rezygnacji drugiego rządu Mateusza Morawieckiego.
Decyzja Andrzeja Dudy spotkała się z krytyką m.in. nowych marszałków Sejmu i Senatu – Szymona Hołowni i Małgorzaty Kidawy-Błońskiej, publicystów oraz politologów, a także liderów koalicji zrzeszonej dookoła Donalda Tuska, dysponującej w Sejmie 248 mandatami wobec 194 mandatów uzyskanych przez komitet PiS. 10 listopada została podpisana umowa koalicyjna pomiędzy KO, TD i Nową Lewicą, której podmioty przedstawiły Donalda Tuska na swojego kandydata na premiera. Liderzy koalicji ogłosili, że jeśli Mateuszowi Morawieckiemu nie uda się uzyskać wotum zaufania od Sejmu, to Donald Tusk będzie ich kandydatem w tzw. „drugim kroku konstytucyjnym”.
27 listopada 2023 w Pałacu Prezydenckim w Warszawie doszło do zaprzysiężenia trzeciego rządu Mateusza Morawieckiego. W wyniku nieuzyskania wotum zaufania 11 grudnia 2023, tego samego dnia premier złożył dymisję rządu, która została przyjęta przez prezydenta.
Następnie, w tym samym dniu, Sejm RP, działając na podstawie art. 154 ust. 3 Konstytucji RP, wybrał Donalda Tuska na stanowisko Prezesa Rady Ministrów. 12 grudnia 2023 nowo powołany premier wygłosił exposé z programem nowego rządu uwzględniającym między innymi „100 konkretów na 100 dni”, ogłoszone przez Koalicję Obywatelską jako program wyborczy. Tego samego dnia Sejm wybrał w głosowaniu łącznym członków Rady Ministrów zaproponowanych przez wybranego poprzedniego dnia Prezesa Rady Ministrów. Następnego dnia Rada Ministrów na czele z Donaldem Tuskiem została zaprzysiężona przez prezydenta RP Andrzeja Dudę.

## Głosowania w Sejmie

### Wybór Donalda Tuska na Prezesa Rady Ministrów przez Sejm – 11 grudnia 2023
| Klub                                        | Klub                                       | Głosowanie | Głosowanie     | Głosowanie | Nieobecni |
| Klub                                        | Klub                                       | Za         | Wstrzymali się | Przeciw    | Nieobecni |
| ------------------------------------------- | ------------------------------------------ | ---------- | -------------- | ---------- | --------- |
|                                             | Prawo i Sprawiedliwość                     | 0          | 0              | 181        | 9         |
|                                             | Koalicja Obywatelska                       | 157        | 0              | 0          | 0         |
|                                             | Polska 2050 – Trzecia Droga                | 33         | 0              | 0          | 0         |
|                                             | Polskie Stronnictwo Ludowe – Trzecia Droga | 32         | 0              | 0          | 0         |
|                                             | Lewica                                     | 26         | 0              | 0          | 0         |
|                                             | Konfederacja                               | 0          | 0              | 17         | 1         |
|                                             | Kukiz’15                                   | 0          | 0              | 3          | 0         |
| ŁĄCZNIE                                     | ŁĄCZNIE                                    | 248        | 0              | 201        | 10        |
| Większość bezwzględna: 225, dokonano wyboru |                                            |            |                |            |           |

### Wybór członków Rady Ministrów przez Sejm – 12 grudnia 2023
| Klub                                        | Klub                                       | Głosowanie | Głosowanie     | Głosowanie | Nieobecni |
| Klub                                        | Klub                                       | Za         | Wstrzymali się | Przeciw    | Nieobecni |
| ------------------------------------------- | ------------------------------------------ | ---------- | -------------- | ---------- | --------- |
|                                             | Prawo i Sprawiedliwość                     | 0          | 0              | 182        | 8         |
|                                             | Koalicja Obywatelska                       | 157        | 0              | 0          | 0         |
|                                             | Polska 2050 – Trzecia Droga                | 33         | 0              | 0          | 0         |
|                                             | Polskie Stronnictwo Ludowe – Trzecia Droga | 32         | 0              | 0          | 0         |
|                                             | Lewica                                     | 26         | 0              | 0          | 0         |
|                                             | Konfederacja                               | 0          | 0              | 16         | 2         |
|                                             | Kukiz’15                                   | 0          | 0              | 3          | 0         |
| ŁĄCZNIE                                     | ŁĄCZNIE                                    | 248        | 0              | 201        | 10        |
| Większość bezwzględna: 225, dokonano wyboru |                                            |            |                |            |           |

### Wotum zaufania – 11 czerwca 2025
| Klub                                            | Klub                                       | Głosowanie | Głosowanie     | Głosowanie | Nieobecni |
| Klub                                            | Klub                                       | Za         | Wstrzymali się | Przeciw    | Nieobecni |
| ----------------------------------------------- | ------------------------------------------ | ---------- | -------------- | ---------- | --------- |
|                                                 | Prawo i Sprawiedliwość                     | 0          | 0              | 182        | 7         |
|                                                 | Koalicja Obywatelska                       | 157        | 0              | 0          | 0         |
|                                                 | Polska 2050 – Trzecia Droga                | 32         | 0              | 0          | 0         |
|                                                 | Polskie Stronnictwo Ludowe – Trzecia Droga | 32         | 0              | 0          | 0         |
|                                                 | Lewica                                     | 21         | 0              | 0          | 0         |
|                                                 | Konfederacja                               | 0          | 0              | 16         | 0         |
|                                                 | Razem                                      | 0          | 0              | 5          | 0         |
|                                                 | Wolni Republikanie                         | 0          | 0              | 4          | 0         |
|                                                 | Konfederacja Korony Polskiej               | 0          | 0              | 3          | 0         |
|                                                 | Posłowie niezrzeszeni                      | 1          | 0              | 0          | 0         |
| ŁĄCZNIE                                         | ŁĄCZNIE                                    | 243        | 0              | 210        | 7         |
| Większość zwykła: 227, wotum zaufania udzielono |                                            |            |                |            |           |

## Trzecia Rada Ministrów Donalda Tuska (od 2023)
| Funkcja                                                        | Imię i nazwisko             | Imię i nazwisko                           | Czas pełnienia funkcji    | Czas pełnienia funkcji    |
| Funkcja                                                        | Imię i nazwisko             | Imię i nazwisko                           | Od                        | Do                        |
| -------------------------------------------------------------- | --------------------------- | ----------------------------------------- | ------------------------- | ------------------------- |
| Prezes Rady Ministrów                                          |                             | Donald Tusk (PO)                          | 13 grudnia 2023(dts)      |                           |
| Wiceprezes Rady Ministrów                                      |                             | Krzysztof Gawkowski (NL)                  | 13 grudnia 2023(dts)      |                           |
| Minister cyfryzacji                                            | 13 grudnia 2023(dts)        | Krzysztof Gawkowski (NL)                  |                           |                           |
| Wiceprezes Rady Ministrów                                      |                             | Władysław Kosiniak-Kamysz (PSL)           | 13 grudnia 2023(dts)      |                           |
| Minister obrony narodowej                                      | 13 grudnia 2023(dts)        | Władysław Kosiniak-Kamysz (PSL)           |                           |                           |
| Minister-członek Rady Ministrów                                |                             | Maciej Berek                              | 13 grudnia 2023(dts)      | 24 lipca 2025(dts)        |
| Minister do spraw nadzoru nad wdrażaniem polityki rządu        | 24 lipca 2025(dts)          | Maciej Berek                              |                           |                           |
| Minister sprawiedliwości                                       | Adam Bodnar                 | 13 grudnia 2023(dts)                      | 24 lipca 2025(dts)        |                           |
| Minister do spraw społeczeństwa obywatelskiego                 |                             | Agnieszka Buczyńska (Polska 2050)         | 13 grudnia 2023(dts)      | 16 października 2024(dts) |
| Przewodnicząca Komitetu do spraw Pożytku Publicznego           | 13 grudnia 2023(dts)        | Agnieszka Buczyńska (Polska 2050)         | 16 października 2024(dts) |                           |
| Minister aktywów państwowych                                   |                             | Borys Budka (PO)                          | 13 grudnia 2023(dts)      | 13 maja 2024(dts)         |
| Minister przemysłu                                             |                             | Marzena Czarnecka                         | 13 grudnia 2023(dts)      | 24 lipca 2025(dts)        |
| Minister finansów                                              |                             | Andrzej Domański (PO)                     | 13 grudnia 2023(dts)      | 24 lipca 2025(dts)        |
| Minister finansów i gospodarki                                 | 24 lipca 2025(dts)          | Andrzej Domański (PO)                     |                           |                           |
| Minister rodziny, pracy i polityki społecznej                  |                             | Agnieszka Dziemianowicz-Bąk (NL)          | 13 grudnia 2023(dts)      |                           |
| Minister-członek Rady Ministrów                                |                             | Jan Grabiec (PO)                          | 13 grudnia 2023(dts)      | 24 lipca 2025(dts)        |
| Minister-członek Rady Ministrów                                | 24 lipca 2025(dts)          | Jan Grabiec (PO)                          |                           |                           |
| Przewodniczący Komitetu do spraw Pożytku Publicznego           | 24 lipca 2025(dts)          | Jan Grabiec (PO)                          |                           |                           |
| Minister klimatu i środowiska                                  |                             | Paulina Hennig-Kloska (Polska 2050)       | 13 grudnia 2023(dts)      |                           |
| Minister rozwoju i technologii                                 |                             | Krzysztof Hetman (PSL)                    | 13 grudnia 2023(dts)      | 13 maja 2024(dts)         |
| Minister spraw wewnętrznych i administracji                    |                             | Marcin Kierwiński (PO)                    | 13 grudnia 2023(dts)      | 13 maja 2024(dts)         |
| Minister-członek Rady Ministrów                                | 26 września 2024(dts)       | Marcin Kierwiński (PO)                    | 24 lipca 2025(dts)        |                           |
| Minister spraw wewnętrznych i administracji                    | 24 lipca 2025(dts)          | Marcin Kierwiński (PO)                    |                           |                           |
| Minister infrastruktury                                        |                             | Dariusz Klimczak (PSL)                    | 13 grudnia 2023(dts)      |                           |
| Minister do spraw równości                                     |                             | Katarzyna Kotula (NL)                     | 13 grudnia 2023(dts)      | 24 lipca 2025(dts)        |
| Minister zdrowia                                               |                             | Izabela Leszczyna (PO)                    | 13 grudnia 2023(dts)      | 24 lipca 2025(dts)        |
| Minister sportu i turystyki                                    | Sławomir Nitras (PO)        | 13 grudnia 2023(dts)                      | 24 lipca 2025(dts)        |                           |
| Minister edukacji                                              |                             | Barbara Nowacka (iPL)                     | 13 grudnia 2023(dts)      |                           |
| Minister do spraw polityki senioralnej                         |                             | Marzena Okła-Drewnowicz (PO)              | 13 grudnia 2023(dts)      | 24 lipca 2025(dts)        |
| Minister funduszy i polityki regionalnej                       |                             | Katarzyna Pełczyńska-Nałęcz (Polska 2050) | 13 grudnia 2023(dts)      |                           |
| Minister rolnictwa i rozwoju wsi                               |                             | Czesław Siekierski (PSL)                  | 13 grudnia 2023(dts)      | 24 lipca 2025(dts)        |
| Minister-członek Rady Ministrów                                |                             | Tomasz Siemoniak (PO)                     | 13 grudnia 2023(dts)      | 24 lipca 2025(dts)        |
| Minister spraw wewnętrznych i administracji                    | 13 maja 2024(dts)           | Tomasz Siemoniak (PO)                     | 24 lipca 2025(dts)        |                           |
| Minister-członek Rady Ministrów, Koordynator służb specjalnych | 24 lipca 2025(dts)          | Tomasz Siemoniak (PO)                     |                           |                           |
| Minister kultury i dziedzictwa narodowego                      | Bartłomiej Sienkiewicz (PO) | 13 grudnia 2023(dts)                      | 13 maja 2024(dts)         |                           |
| Minister spraw zagranicznych                                   | Radosław Sikorski (PO)      | 13 grudnia 2023(dts)                      | 24 lipca 2025(dts)        |                           |
| Wiceprezes Rady Ministrów                                      | Radosław Sikorski (PO)      | 24 lipca 2025(dts)                        |                           |                           |
| Minister spraw zagranicznych                                   | Radosław Sikorski (PO)      | 24 lipca 2025(dts)                        |                           |                           |
| Minister do spraw Unii Europejskiej                            |                             | Adam Szłapka (Nowoczesna)                 | 13 grudnia 2023(dts)      | 24 lipca 2025(dts)        |
| Minister nauki                                                 |                             | Dariusz Wieczorek (NL)                    | 13 grudnia 2023(dts)      | 17 stycznia 2025(dts)     |
| Minister rozwoju i technologii                                 |                             | Krzysztof Paszyk (PSL)                    | 13 maja 2024(dts)         | 24 lipca 2025(dts)        |
| Minister aktywów państwowych                                   |                             | Jakub Jaworowski                          | 13 maja 2024(dts)         | 24 lipca 2025(dts)        |
| Minister kultury i dziedzictwa narodowego                      | Hanna Wróblewska            | 13 maja 2024(dts)                         | 24 lipca 2025(dts)        |                           |
| Minister do spraw społeczeństwa obywatelskiego                 |                             | Adriana Porowska (Polska 2050)            | 16 października 2024(dts) | 24 lipca 2025(dts)        |
| Przewodnicząca Komitetu do spraw Pożytku Publicznego           | 16 października 2024(dts)   | Adriana Porowska (Polska 2050)            | 24 lipca 2025(dts)        |                           |
| Minister nauki i szkolnictwa wyższego                          |                             | Marcin Kulasek (NL)                       | 17 stycznia 2025(dts)     |                           |
| Minister aktywów państwowych                                   |                             | Wojciech Balczun                          | 24 lipca 2025(dts)        |                           |
| Minister kultury i dziedzictwa narodowego                      |                             | Marta Cienkowska (Polska 2050)            | 24 lipca 2025(dts)        |                           |
| Minister rolnictwa i rozwoju wsi                               |                             | Stefan Krajewski (PSL)                    | 24 lipca 2025(dts)        |                           |
| Minister energii                                               | Miłosz Motyka (PSL)         | 24 lipca 2025(dts)                        |                           |                           |
| Minister sportu i turystyki                                    |                             | Jakub Rutnicki (PO)                       | 24 lipca 2025(dts)        |                           |
| Minister zdrowia                                               |                             | Jolanta Sobierańska-Grenda                | 24 lipca 2025(dts)        |                           |
| Minister sprawiedliwości                                       | Waldemar Żurek              | 24 lipca 2025(dts)                        |                           |                           |

## Kancelaria Prezesa Rady MinistrówDonalda Tuska[38]od 13 grudnia 2023
Ministrowie-członkowie Rady Ministrów
- Maciej Berek – minister-członek Rady Ministrów od 13 grudnia 2023 do 24 lipca 2025, przewodniczący Komitetu Stałego Rady Ministrów
- Tomasz Siemoniak (PO) – minister-członek Rady Ministrów od 13 grudnia 2023, koordynator służb specjalnych

Minister nadzoru nad wdrażaniem polityki rządu
- Maciej Berek – minister nadzoru nad wdrażaniem polityki rządu od 24 lipca 2025

Rzecznik Rządu
- Adam Szłapka (Nowoczesna) – minister do spraw Unii Europejskiej od 13 grudnia 2023 do 24 lipca 2025, rzecznik prasowy rządu od 1 lipca 2025, sekretarz stanu od 25 lipca 2025

Minister ds. społeczeństwa obywatelskiego
- Adriana Porowska (Polska 2050) – minister do spraw społeczeństwa obywatelskiego od 16 października 2024 do 24 lipca 2025, przewodnicząca Komitetu do spraw Pożytku Publicznego do 24 lipca 2025

Minister ds. równości
- Katarzyna Kotula (NL) – minister do spraw równości od 13 grudnia 2023 do 24 lipca 2025

Minister ds. polityki senioralnej
- Marzena Okła-Drewnowicz (PO) – minister do spraw polityki senioralnej od 13 grudnia 2023 do 24 lipca 2025

Szef Kancelarii Prezesa Rady Ministrów
- Jan Grabiec (PO) – minister-członek Rady Ministrów, szef Kancelarii Prezesa Rady Ministrów od 13 grudnia 2023, przewodniczący Komitetu do spraw Pożytku Publicznego od 24 lipca 2025

Zastępcy szefa Kancelarii Prezesa Rady Ministrów
- Grzegorz Karpiński (PO) – sekretarz stanu, zastępca szefa Kancelarii Prezesa Rady Ministrów od 13 grudnia 2023
- Jakub Stefaniak (PSL) – sekretarz stanu, zastępca szefa Kancelarii Prezesa Rady Ministrów od 7 lutego 2025

Szef gabinetu politycznego premiera
- Paweł Graś (PO) – szef gabinetu politycznego premiera od 1 lutego 2024

Sekretarze stanu
- Radosław Kujawa – sekretarz stanu od 13 grudnia 2023
- Katarzyna Kotula (NL) – sekretarz stanu od 25 lipca 2025
- Marzena Okła-Drewnowicz (PO) – sekretarz stanu od 25 lipca 2025
- Adriana Porowska (Polska 2050) – sekretarz stanu od 25 lipca 2025, wiceprzewodnicząca Komitetu do spraw Pożytku Publicznego od 1 sierpnia 2025

Podsekretarze stanu
- Agnieszka Rucińska – podsekretarz stanu od 21 grudnia 2023
- Magdalena Sobkowiak-Czarnecka – podsekretarz stanu od 5 stycznia 2024
- Karol Grzybowski – podsekretarz stanu od 1 lutego 2024
- Marek Krawczyk (Polska 2050) – podsekretarz stanu od 28 maja 2024

Szef Służby Cywilnej
- Anita Noskowska-Piątkowska – szef Służby Cywilnej od 28 lutego 2024

Dyrektor generalna KPRM
- Edyta Szostak(inne języki) – dyrektor generalna KPRM

## Gabinet polityczny premiera[39]
- Paweł Graś – szef Gabinetu Politycznego
- Wojciech Duda – główny doradca
- Grzegorz Fortuna – główny doradca

## Urzędy Wojewódzkie
województwo dolnośląskie
- Anna Żabska (bezpartyjna, KO) – wojewoda dolnośląski[40]
  - Piotr Kozdrowicki (NL) – I wicewojewoda dolnośląski[41]
  - Artur Jurkowski (PSL) – II wicewojewoda dolnośląski[42][43]

województwo kujawsko-pomorskie
- Michał Sztybel (PO) – wojewoda kujawsko-pomorski
  - Piotr Hemmerling (NL) – I wicewojewoda kujawsko-pomorski
  - Michał Koniuch (Polska 2050) – II wicewojewoda kujawsko-pomorski

województwo lubelskie
- Krzysztof Komorski (PO) – wojewoda lubelski
  - Wojciech Wołoch (Polska 2050) – I wicewojewoda lubelski
  - Andrzej Maj (PSL) – II wicewojewoda lubelski

województwo lubuskie
- Marek Cebula (PO) – wojewoda lubuski
  - Maciej Siwicki (Polska 2050) – I wicewojewoda lubuski[47]
  - Tomasz Nesterowicz (NL) – II wicewojewoda lubuski

województwo łódzkie
- Dorota Ryl (PO) – wojewoda łódzki
  - Marek Mazur (PSL) – I wicewojewoda łódzki
  - Grzegorz Majewski (NL) – II wicewojewoda łódzki

województwo małopolskie
- Krzysztof Klęczar (PSL) – wojewoda małopolski
  - Elżbieta Achinger (PO) – I wicewojewoda małopolski
  - Ryszard Śmiałek (NL) – II wicewojewoda małopolski

województwo mazowieckie
- Mariusz Frankowski (PO) – wojewoda mazowiecki
  - Robert Sitnik (Polska 2050) – I wicewojewoda mazowiecki
  - Patryk Fajdek (NL) – II wicewojewoda mazowiecki

województwo opolskie
- Monika Jurek (PO) – wojewoda opolski
  - Piotr Pośpiech (PSL) – I wicewojewoda opolski
  - Sławomir Gradzik (NL) – II wicewojewoda opolski[52]

województwo podkarpackie
- Teresa Kubas-Hul (PO) – wojewoda podkarpacki[53]
  - Wiesław Buż (NL) – I wicewojewoda podkarpacki[54]
  - Tomasz Lorenc (PSL) – II wicewojewoda podkarpacki[55]

województwo podlaskie
- Jacek Brzozowski (PO) – wojewoda podlaski
  - Paweł Krutul (NL) – I wicewojewoda podlaski
  - Michał Gąsowski (PSL) – II wicewojewoda podlaski[57]

województwo pomorskie
- Beata Rutkiewicz (bezpartyjna, z rekomendacji PO) – wojewoda pomorski[58]
  - Emil Rojek (Polska 2050) – I wicewojewoda pomorski[59]
  - Anna Olkowska-Jacyno (NL) – II wicewojewoda pomorski[60]

województwo śląskie
- Marek Wójcik (PO) – wojewoda śląski
  - Adam Zaczkowski (NL) – I wicewojewoda śląski[62]
  - Michał Kopański (Polska 2050) – II wicewojewoda śląski

województwo świętokrzyskie
- Józef Bryk (PO) – wojewoda świętokrzyski[63]
  - Michał Skotnicki (PSL) – wicewojewoda świętokrzyski[64]

województwo warmińsko-mazurskie
- Radosław Król (PSL) – wojewoda warmińsko-mazurski
  - Mateusz Szauer (PO) – I wicewojewoda warmińsko-mazurski
  - Zbigniew Szczypiński (NL) – II wicewojewoda warmińsko-mazurski

województwo wielkopolskie
- Agata Sobczyk (Polska 2050) – wojewoda wielkopolski[66]
  - Karolina Fabiś-Szulc (PO) – I wicewojewoda wielkopolski[67]
  - Jarosław Maciejewski (PSL) – II wicewojewoda wielkopolski[68]

województwo zachodniopomorskie
- Adam Rudawski (Polska 2050) – wojewoda zachodniopomorski
  - Bartosz Brożyński (PO) – I wicewojewoda zachodniopomorski
  - Dawid Krystek (NL) – II wicewojewoda zachodniopomorski